# 译学馆
译学馆前身是併入京師大學堂的同文館，后為北京大學校的西洋文學系。

## 歷史
同文館於1900年因庚子事变被迫停办。
1902年，清政府下令恢复京师大学堂，於是将同文馆并入大学堂。
1903年5月，京師大学堂将同文馆改为译学馆，在北河沿购置房舍，于8月正式招生开学，分设英、俄、法、德、日五国语言文字专科，学制為五年。
1912年，京師大學堂改名為北京大學校。
1919年，廢科改系，北京大學分為14個系，譯學館閉館。